# Stenobrimus tagalog
Stenobrimus tagalog är en insektsart som beskrevs av Rehn, J.A.G. och J.W.H. Rehn 1939. Stenobrimus tagalog ingår i släktet Stenobrimus och familjen Heteropterygidae. Inga underarter finns listade i Catalogue of Life.